# TRSDOS
TRSDOS(Tandy Radio Shack Disk Operating System)는 1977년부터 1991년까지 라디오셱에서 판매되었던 8비트 자일로그 Z80 마이크로컴퓨터의 탠디 TRS-80 계열용 운영 체제이다. 탠디의 매뉴얼은 트리스도스(triss-doss)로 발음할 것을 권고하였다. TRSDOS는 마이크로소프트로부터 라이선스를 받은 MS-DOS의 한 버전이면서 탠디의 x86 계열의 개인용 컴퓨터용인 탠디 도스(Tandy DOS)와는 구별된다.
1977년 오리지널 TRS-80 모델 I과 함께 TRSDOS는 비(非)디스크 모델 I 시스템에 사용된, 카세트 테이프가 아닌 디스크 파일과 함께 동작하였던 추가 입출력 명령을 포함, MBASIC(ROM의 베이직)을 확장하는 주된 방법이었다. 나중에 디스크 장착형 모델 III 컴퓨터가 라디오셱에 의해 완전히 다른 버전의 TRSDOS를 사용하였다. (1981년 TRSDOS 버전 1.3) 1983년 디스크 장착형 TRS-80 모델 4 컴퓨터부터 TRSDOS 버전 6을 사용했으며 이는 로지컬 시스템스의 모델 III LDOS가 개발한 것이었다. 이 마지막 버전은 1987년 업데이트되었으며 LS-DOS 6.3으로 출시되었다.

## 역사

### 날짜
- 1979년 5월 8일 – 라디오셱이 TRSDOS 2.3를 출시함
- 1981년 5월 1일 – 라디오셱이 모델 III TRSDOS 1.3을 출시함
- 1983년 4월 26일 – 라디오셱이 새 모델 4s와 함께 TRSDOS 버전 6.0을 선보임
- 1984년 – 라디오셱이 모델 5용 버전인 버전 6.2를 출시함[1]
- 1984년 – 로지컬 시스템이 TRSDOS 6.2에 어셈블러 소스 코드의 주석을 추가한 더 소스(The Soruce)를 출시함[2]
- 1986년 말 – 로지컬 시스템이 TRSDOS 6.2의 기능상 동등한 업데이트 버전인 LS-DOS 6.3을 출시함. 이 시기부터 탠디/라디소셱은 모델 4D에 이 버전을 포함하였음.